# Cylindroiulus franzi
Cylindroiulus franzi är en mångfotingart som beskrevs av Carl Graf Attems 1952. Cylindroiulus franzi ingår i släktet Cylindroiulus och familjen kejsardubbelfotingar. Inga underarter finns listade i Catalogue of Life.